# Södermanlands runinskrifter 193
Södermanlands runinskrifter 193 är en vikingatida ristad sten av granit som tidigare funnits i Berg, Ytterselö socken och Strängnäs kommun. Stenen fördes till Ytterselö kyrka 1934 och är där placerad i vapenhuset.
 Ristningen är rent ornamental. Stenen är ett fragment och den bevarade delen är 1,25 gånger 0,8 meter stor. På 1600-talet beskrev Johan Peringskiöld tre fragment, varav alltså endast ett är bevarat idag, som var belägna i Berg endast 36 steg från runstenen Sö 192.